# Push-to-Talk over Cellular
Bei Push-to-talk over Cellular (PTToC, PoC oder auch verkürzt nur PTT) handelt es sich um einen Standard bei Mobiltelefonen, der eine schnelle und einfache Sprachkommunikation für Gruppen in Mobilfunknetzen beschreibt und nach dem Walkie-Talkie-Prinzip funktioniert. Dieses Dienstangebot ermöglicht es den Kunden der Mobilfunk-Betreiber, über das Mobiltelefon mit nur einem Tastendruck eine Sprachnachricht an einen oder mehrere Empfänger zu senden. Die Mitteilung wird nicht über eine leitungsorientierte (englisch circuit switched) Mobilfunkverbindung, sondern über eine paketvermittelnde Mobilfunkverbindung (GPRS) übertragen: Die Sprachnachricht wird zunächst in Datenpakete aufgeteilt und an einen Server verschickt. Der Server leitet die Pakete an die angeschlossenen, aktiven Clients weiter (Client-Server-Modell).  Dieser Vorgang erklärt, warum die Nachricht in der Regel mit einer Verzögerung (abhängig von der Empfangsstärke im Mobilfunknetz) beim Empfänger ankommt.
Die Kommunikation geschieht in der Regel im Halbduplex-Verfahren, was ein zeitgleiches Sprechen und Hören unterbindet. Sobald über einen Client gesprochen wird, können alle anderen Clients nur noch zuhören. Ein Versuch trotzdem zu sprechen, wird vom Server unterbunden. Ausnahme bilden hier die in einigen Push-To-Talk-Anwendungen integrierten Prioritätsrufe, wie sie in Digitalfunksystemen vorkommen. Dadurch ist es möglich, Funksprüche mit niedrigerer Priorität zu unterbinden.
Die Sprachqualität ist ähnlich wie beim Digital- oder Bündel-Funk, durch die digitale Paketübertragung aber klarer und verständlicher als bei den Funk-Pendants. Weiterhin hat man bei einigen Push-To-Talk-Anbietern die Möglichkeit, Sprachnachrichten noch einmal über eine Verlaufsfunktion abzuhören.
Technisch funktioniert die Kommunikation ähnlich wie bei Voice over IP (VoIP). Die Gruppenteilnehmer bekommen zuerst eine Signalisierung durch das SIP-Protokoll, nachfolgend wird die Sprache, sogenannte „Talk Bursts“, per RTP übertragen. Es gibt zwei Empfangsmodi: automatischer und manueller Empfang. Während beim automatischen Empfang die Sprachnachricht direkt aus dem Lautsprecher des Mobiltelefons ertönt, muss der Nutzer beim manuellen Empfang zunächst einen Knopf drücken, um die erste und alle nachfolgenden Sprachnachrichten zu hören.
Um die Standardisierung kümmert sich die Open Mobile Alliance (kurz OMA). Mitte April 2005 erschien Version 1.0 der Spezifikation. Im Oktober 2011 wurde die Version 2.1 veröffentlicht.

## Organisation
Ein PoC-Netzwerk ist organisiert wie ein digitales Funknetz. Es gibt in der Regel eine oder mehrere Gruppen, in denen die Nutzer untereinander kommunizieren. Häufig regelt eine Zentrale den Funkverkehr und gibt Anweisungen an die oftmals mobilen Clients. Die Clients können – je nach netzinternem Zugriffsrecht – die Gruppe wechseln, in die Gruppe sprechen und Einzelrufe (auch in andere Gruppen) tätigen. In unterschiedlichen Anwendungen ist es auch möglich gruppeninterne Nachrichten zu verschicken.
Aufgrund der Prioritätseinstellungen und der Nutzung des Halbduplex-Verfahrens bleibt eine gewisse Ordnung im Funknetz gewahrt.

## Technik
Als T-Mobile Ende 2004 als einziger Netzbetreiber in Deutschland anfing den Push-To-Talk-Dienst anzubieten, konnte man PTT nur mit bestimmten Geräten nutzen. Dies lag vor allem daran, dass der Nokia-Standard benutzt und auf den OMA-Standard verzichtet worden ist. Der Nokia-Dienst war auf den Geräten bereits vorinstalliert, was es für die Netzanbieter einfacher machte, darauf zurückzugreifen. Nachdem der PTT-Service von T-Mobile am 1. Juli 2008 eingestellt wurde, gab es in Deutschland keinen Netzbetreiber, der PTT noch im Angebot hatte.
Der Kompatibilität der Geräte tat dies keinen Abbruch, da die Dienste in Österreich (Start Juli 2005) und der Schweiz (Start 2004) sowie vor allem in den USA (seit 1999) noch in Benutzung waren. Neben Nokia mit seinem eigenen Standard entwickelten auch andere Mobiltelefonhersteller wie Motorola oder Sony-Ericsson PTT-fähige Geräte.
Mit dem Aufkommen von Smartphones erhielt Push-To-Talk eine neue Chance, da der Dienst als Mobile App einfacher zu installieren war. Vor allem war man aber nicht mehr darauf angewiesen, dass das Gerät PTT unterstützt.

## Deutschland
Nachdem sich Push-To-Talk nicht über die marktführenden Mobilfunkanbieter in Deutschland durchgesetzt hatte, fiel die Vermarktung von PTT auf kleinere, privatwirtschaftliche Unternehmen zurück. So wurden Mobile Apps für Android- und andere Smartphone-Betriebssysteme entwickelt, die die technischen Möglichkeiten der Mobiltelefone und insbesondere von Smartphones in hohem Maße ausschöpfen. Dadurch ist der Nutzer aber nicht mehr fest an einen Netzanbieter gebunden, sondern kann unabhängig davon PTT nutzen.
Die Firma TASSTA GmbH liefert eine komplette, gleichnamige Kommunikationslösung, die auf Push-To-Talk als Basiskommunikationsmittel zurückgreift. Das System wurde für Smartphones konzipiert und liefert neben dem reinen Kommunikations- und GPS-Dienst auch die Möglichkeit einer Auftragsvergabe über Geofencing, die Nutzung von NFC und QR-Codes. Weiterhin verfügt TASSTA über eine Verlaufsfunktion, die Funksprüche aufzeichnet und der Nutzer diese erneut abspielen kann. Außerdem lassen sich Handfunkgeräte über Bluetooth koppeln, was den Umgang für den Anwender erleichtert. Die Einsatzgebiete von TASSTA sind das Taxigewerbe, Kurier- und Transportdienste, Geheimdienste, Versorgungsunternehmen, Sicherheitsdienste, Entsorgungsunternehmen, Logistikunternehmen, Feuerwehren, Polizei und Rettungsdienste.
Eine Anbindung an ein bestehendes TETRA- oder anderes digitales Funknetz ist bei TASSTA ebenfalls möglich. Obwohl sehr viele Daten transportiert werden, genügt TASSTA für den Transfer der Sprach- und Datenpakete eine GPRS-Verbindung. TASSTA bietet seinen Dienst, der auch auf WLAN zurückgreifen kann, für Android- und iOS-Systeme an.
Ein weiterer kommerzieller Betreiber eines Push-to-Talk-Dienstes ist die Firma Talk-IP Services GmbH. Die Nutzung von PTT wird über eine mobile Datenverbindung netzübergreifend ermöglicht. Der Nutzer ist somit nicht an ein bestimmtes Mobilfunknetz gebunden und der PTT-Service funktioniert daher in fast allen Mobilfunknetzen weltweit, oder alternativ auch über WLAN. Talk-IP unterstützt sowohl Handys mit originärer Nokia-PTT-Funktion (S40) als auch Geräte mit Android-Betriebssystem, Windows-Mobile-Betriebssystem (Pocket PC), Symbian 9-Betriebssystem und Windows-PCs. Handys mit GPS-Empfänger werden von Talk-IP auf dem PC ortbar und sind von dort ortsabhängig erreichbar. Im öffentlichen Personennahverkehr (ÖPNV) ersetzt dieser Service zunehmend den analogen Bündelfunk. Für Taxiunternehmen ist PTT „die Funklösung mit GPS-Ortung“.
Ein kommerzieller Lieferant für Push-to-Talk-Server-Infrastrukturen ist die Firma Talk-IP International AG. Dieses Unternehmen liefert PTT-Server-Plattformen für Service-Provider, Behörden und Unternehmen in allen führenden Weltsprachen.

## USA
In den USA erfreut sich Push-to-talk seit langem großer Beliebtheit, insbesondere im Handwerk und bei Taxiunternehmen. Dort basiert ein Dienst auf einer proprietären, von Motorola entwickelten Bündelfunk-Technologie namens iDEN. Bei iDEN handelt es sich nicht um eine PoC-Lösung, da keine paketorientierte Punkt-zu-Punkt-Datenübertragung genutzt wird, sondern eine Bündelfunktechnik (vgl. TETRA). Die systembedingten Nachteile der PoC-Technik, wie große Verzögerung der Sprachübertragung und Asynchronität bei Gruppenverbindungen treten bei Bündelfunknetzen (iDEN, TETRA, MPT 1327) nicht auf. Insbesondere der Netzbetreiber Nextel hatte sehr großen Erfolg mit seinem Dienst.

## Übriges Amerika
In Süd- und Mittelamerika wird mittlerweile ebenfalls ein Großteil des Mobilfunks über PTT-Verbindungen abgewickelt.